# La Oroya

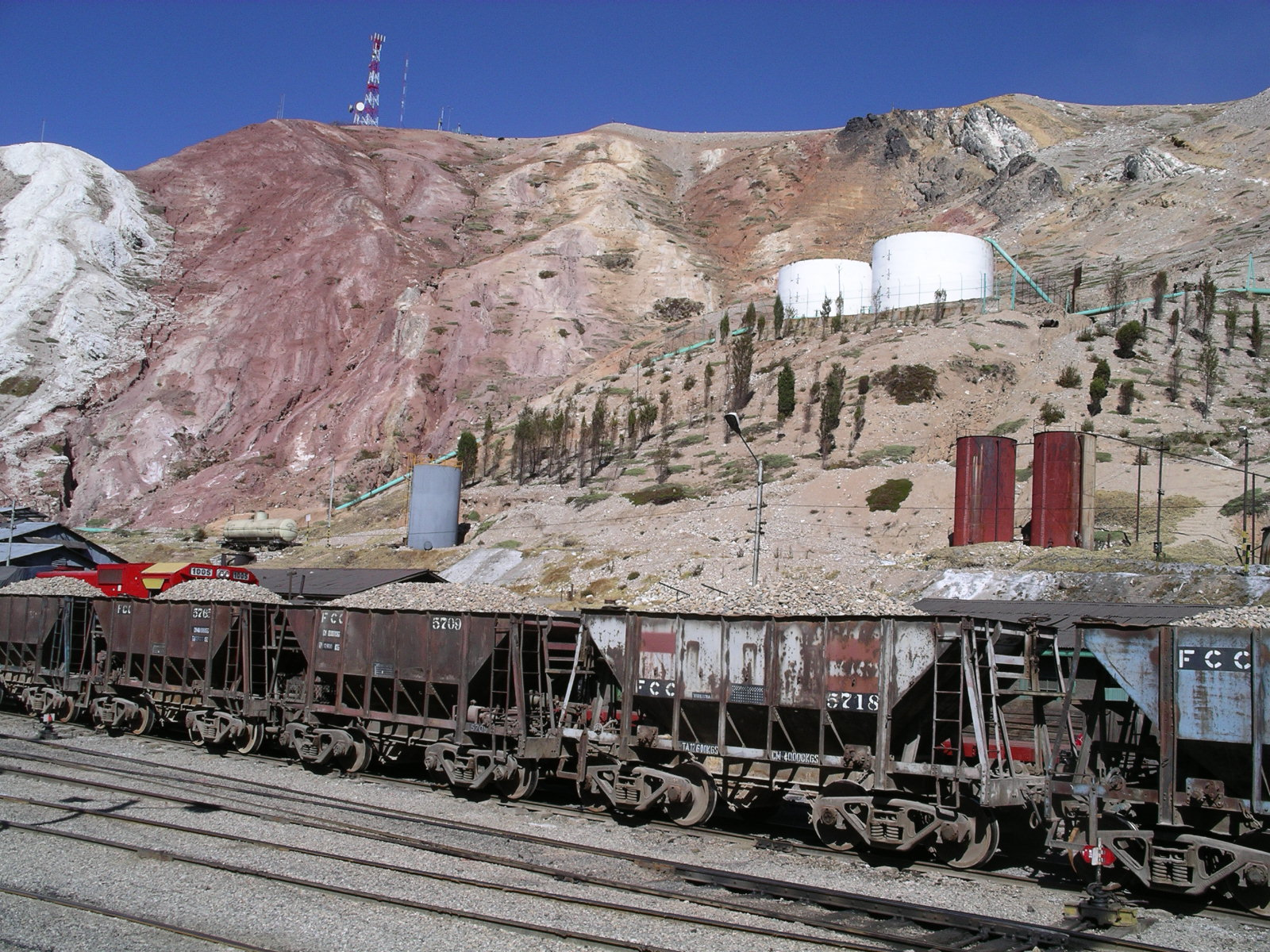
Spoorwegstation

La Oroya is een stad in de provincie Yauli, in de Peruaanse regio Junín.
In 2015 telde La Oroya 25.000 inwoners.
Volgens het Blacksmith Institute is La Oroya een van de 10 meest vervuilde steden ter wereld, waarbij met name de vervuiling door lood een rol speelt.

## Bestuurlijke indeling
Deze stad (ciudad) bestaat uit twee districten:
- La Oroya (hoofdplaats van de provincie)
- Santa Rosa de Sacco